# Sueño Contigo
Sueño Contigo es el noveno álbum recopilatorio de Alejandro Fernández, lanzado en 2015 por medio de Sony Music Latin. Fernández presenta algunas de sus canciones más románticas.

## Lista de canciones
| N.º | Título                            | Escritor(es)                                       | Duración |
| --- | --------------------------------- | -------------------------------------------------- | -------- |
| 1.  | Estabas Ahí                       | Reyli Barba                                        | 4:19     |
| 2.  | Sueño Contigo                     | Gian Marco                                         | 4:25     |
| 3.  | Cuando Estamos Juntos             | Áureo Baqueiro                                     | 3:33     |
| 4.  | Tu Desvarío                       | Kiko Campos, Fernando Riba                         | 4:06     |
| 5.  | Abrázame                          | Rafael Ferro García · Julio Iglesias               | 3:17     |
| 6.  | Yo Nací Para Amarte               | Kike Santander                                     | 4:25     |
| 7.  | Si Tú Supieras                    | Ricardo Martínez · Kike Santander                  | 4:05     |
| 8.  | En El Jardín (Con Gloria Estefan) | Kike Santander                                     | 4:49     |
| 9.  | Te Voy a Perder                   | Áureo Baqueiro · Leonel García                     | 4:08     |
| 10. | Quisiera                          | Kike Santander                                     | 4:04     |
| 11. | Estás Aquí                        | Beyoncé Knowles · Jaime Flores · Reyli Barba       | 4:51     |
| 12. | Entre Tus Brazos                  | Ximena Díaz · Jorge Estrada · Alejandro Fernández  | 4:28     |
| 13. | Qué Lástima                       | Jaime Flores                                       | 4:20     |
| 14. | Quiéreme                          | Randall M. Barlow · Angie Chirino · George Noriega | 4:50     |

- Datos: Q16636495